# Frieda Harris
Marguerite Frieda Harris (de soltera, Bloxam, 1877, Londres, Anglaterra - 11 de maig de 1962, Srinagar, Índia) va ser una artista plàstica anglesa i, ja de major, deixeble de l'ocultista Aleister Crowley. És coneguda sobretot pel seu disseny del Tarot de Thoth per encàrrec de Crowley.

## Introducció a Crowley
Aleister Crowley havia demanat ajuda al dramaturg i escriptor Clifford Bax per trobar un artista amb qui plasmar un projecte de Tarot. El 9 de juny de 1937, Bax va convidar a Frieda Harris després que els dos artistes anteriors no van acudir a la cita. Llavors tenia 60 anys.
A més de llegir llibres de Crowley, Harris va estudiar l'Antroposofia de Rudolf Steiner per triar l'aspecte crític en la creació la baralla de cartes. L'amiga de Crowley Greta Valentine, un socialite londinenca, també coneixia Harris. Així que Harris i Crowley van realitzar la major part de la feina sobre les cartes del tarot de Thoth a la casa de Valentine a Hyde Park Crescent, Londres.
El 1937, Harris va començar a prendre lliçons de geometria sintètica projectiva, basada en les idees de Goethe tal com les reflecteixen els ensenyaments d'Steiner, d'Olive Whicher i George Adams.

John Symonds escriu:

"[Crowley] la va ajudar a travessar els portals de l'Ordre mística d'Astrum Argentum, va prendre el nom de Tzaba" Hosts ", que suma 93, el nombre del corrent thelemica que intentava tocar."

Segons l'obra inèdita de Crowley Society of Hidden Masters, l'11 de maig de 1938, Lady Harris es va convertir en la seva deixeble i també membre de l'Ordo Templi Orientis, introduïda directament al IV° (Quart Grau) de l'Ordre causa de seva iniciació anterior co-masónica. Crowley també va començar a ensenyar-li endevinació, oferint-li diferents vies, d'entre les quals va triar l'I Ching:

"El Yi va ser la teva pròpia elecció entre varies. El vaig aprovar altament, perquè és la clau de la classe de pintura que, a les palpentes, estaves buscant quan et vaig conèixer. (...) Si vols fer una marca nova en l'art, necessites una ment nova, una ment il·luminada des del Triangle Suprem."

## Harris visita a Crowley
L'autor William Holt en la seva autobiografia descriu com va acompanyar a Harris al domicili de Crowley, al 93 de Jermyn Street, a Piccadilly. Mentre Harris dibuixava alguns esbossos al carbonet, parlaren sobre El Llibre de Thoth que Crowley estava escrivint per acompanyar la baralla.

## Creant el Tarot

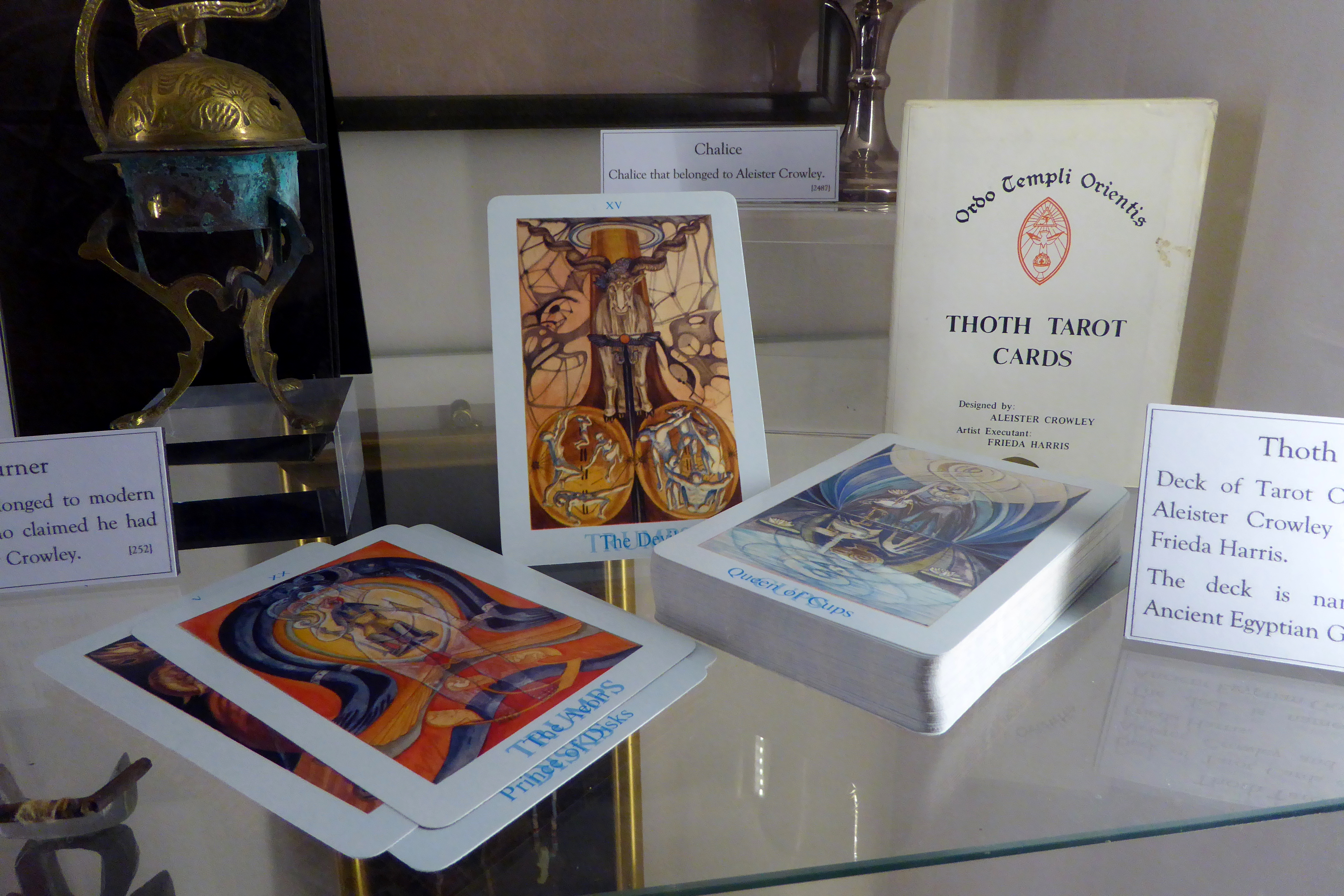
Les cartes del Tarot de Thoth

Segons admet el mateix Crowley, originalment pretenia que la baralla de cartes fos tradicional però Harris el va animar a incloure les seves idees ocultistes, màgiques, espirituals i científiques a el projecte.

Harris li va enviar a Crowley un estipendi regular de dues lliures per setmana durant tot el projecte. També va utilitzar els seus contactes socials per trobar patrocinadors financers per a l'exposició de les pintures, els catàlegs, i la publicació del Tarot. Crowley elogia Harris en la introducció del Llibre de Thoth:

"Va dedicar el seu geni al treball. Va prendre el ritme amb rapidesa increïble i, amb inesgotable paciència, es va sotmetre a la correcció del fanàtic esclau que ella mateixa havia invocat, sovint pintant la mateixa carta fins a vuit vegades fins que acomplia les expectatives del seu criteri d'acer de vanadi! "
Durant el projecte va insistir a mantenir el seu anonimat però li complaïa treballar per algú tan famós. El Llibre de Thoth es va publicar finalment el 1944 en una edició limitada de 200 còpies, però ni Crowley ni Harris van viure per veure les cartes impreses.

## Els últims dies de Crowley
Les cartes que es conserven entre Frieda Harris i Crowley mostren el nivell de devoció entre ells. El 29 de maig de 1942 Crowley va escriure a Pearson, el fotogravador de la coberta del llibre:

"M'agradaria emfatitzar que sóc absolutament devot de Lady Harris, i tinc l'evidència d'actes incomptables de bondat per la seva banda, indicant que els seus sentiments cap a mi són similars."

Hi ha una interrupció en la correspondència de Harris a Crowley després de l'exposició de les pintures al juliol de 1942 però ella es va mantenir en contacte proper amb ell, particularment cap al final de la seva vida, i el va visitar amb freqüència. Un esbós a llapis que va fer de Crowley en el seu llit de mort encara es conserva. Després de la mort de Crowley va escriure a Frederic Mellinger, un membre de la O.T.O. d'Alemanya, el 7 de desembre de 1947:

"Estava ben atès. Li vaig fer tenir una infermera aproximadament fa 3 mesos perquè estava brut i descuidat i tenia a Watson, que era molt devot, i els Symonds eren tan amables com havien de ser. En els últims moments hi eren la senyora McAlpine. El vaig veure el dia que va morir, però no em va reconèixer. Crec que la Senyora McAlpine estava amb ell però ella diu que no hi va haver lluita, només va deixar de respirar
L'enyoraré terriblement
Una pèrdua irreemplaçable
L'amor és la llei, amor sota voluntat
Teva, sincerament
Frieda Harris "

També va mantenir correspondència amb Gerald Gardner i Karl Germer, el successor de Crowley com a cap de la O.T.O., en un intent d'ajudar amb l'estructura de l'Ordre a Europa, la qual havia caigut en confusió després de la mort de Crowley. Frieda Harris i Louis Wilkinson van ser els marmessors de la seva última voluntat.

## Després de Crowley
Harris tenia plans per fer una gira de conferències als Estats Units i exhibir les pintures originals de la baralla de tarot de Thoth el 1948, però mai es varen materialitzar.
Després de la mort del seu marit el 1952, es va traslladar a l'Índia. Va morir a Srinagar l'11 de maig de 1962. Va llegar les pintures originals de les seves cartes de Tarot al seu col·lega thelemita Gerald Yorke, qui les va dipositar a l'Institut Warburg juntament amb molts altres materials de Crowley que havia col·leccionat al llarg dels anys. Així i tot, Yorke va conservar diverses versions alternatives de les cartes i alguns estudis preliminars que més tard va vendre a través del llibreter Harold Mortlake.

El seu llegat es pot trobar en una reimpressió posterior del Llibre de Thoth:

"Que l'apassionat amor 'sota voluntat' què ella ha emmagatzemat en aquest Tresor de Veritat i Bellesa flueixi des de l'Esplendor i Fortalesa del seu treball per il·luminar el món; que aquest Tarot serveixi com una carta per als intrèpids mariners del Nou Eó, per guiar-los a través del Gran Mar de l'Enteniment fins a la Ciutat de les Piràmides! "